# Room to Roam
Room to Roam è un album discografico del gruppo musicale rock britannico The Waterboys pubblicato nel 1990.

## Tracce
1. In Search of a Rose
2. My Morag
3. A Man Is in Love
4. The Wyndy Wyndy Road
5. Three Ships
6. Sunny Sailor Boy
7. Sponsored Pedal Pusher's Blues
8. The Wayward Wind
9. Danny Murphy/Florence
10. The Raggle Taggle Gypsy (Live)
11. Custer's Blues (Live)
12. Twa Recruitin' Sergeants (Live)
13. A Reel and a Stomp in the Kitchen
14. Down by the Sally Gardens
15. A Strathspey in the Rain at Dawn
16. A Song for the Life
17. The Kings of Kerry